# Torsten Svenonius
Torsten Svenonius, född 6 april 1963, är en svensk politiker (moderat). Svenonius är kommunalråd i Solna stad sedan 2014. Han var 2013-2014 anställd som analyschef för Moderaterna i Stockholms län och stad.

## Biografi
Svenonius studerade teknisk fysik vid Kungliga Tekniska högskolan, samt bedrev studier vid Stockholms universitet, och var under denna period aktiv inom studentpolitiken, först som förbundssekreterare för Fria Moderata Studentförbundet 1989-1990 och sedan som ordförande för Stockholms Universitets Studentkår, där han representerade kårpartiet Borgerliga Studenter – Opposition '68. Under Regeringen Carl Bildt var han politiskt sakkunnig i statsrådsberedningen. Han har senare varit verksam som seniorkonsult på Kreab.
Svenonius är även kommunalpolitiskt aktiv i Solna kommun där han bland annat är ledamot av kommunfullmäktige sedan 1998.
Svenonius anställdes 2005 som informationschef för Skattebetalarnas förening.